# Акушо
Акушо (груз. აკუშო) — село в Грузії.
За даними перепису населення 2014 року в селі проживає 4 осіб.